# Zagniazdowniki

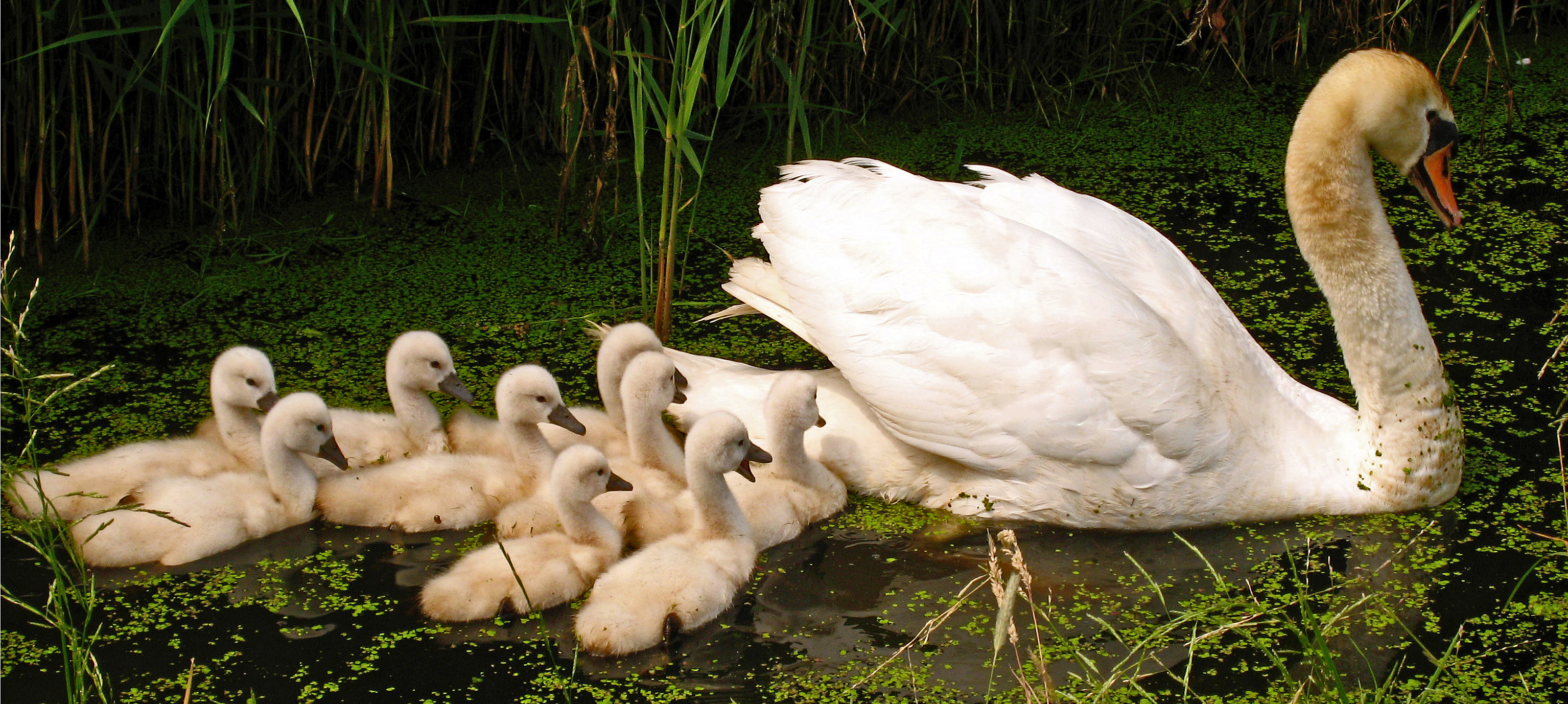
Łabędź niemy z pisklętami (przykład zagniazdownika)

Zagniazdownik – określenie gatunków ptaków, których pisklęta bardzo szybko po wykluciu z jaja są zdolne do samodzielnego życia (np. samodzielnie zdobywają pokarm) i nie przebywają w gnieździe. Są one pokryte gęstym puchem, sprawnie chodzą, biegają (niektóre także pływają), potrafią utrzymać stałą temperaturę ciała. Opuszczają gniazdo w trakcie pierwszego dnia od wyklucia i samodzielnie zbierają pokarm (wskazywany przez rodziców). Rodzice przez pewien czas prowadzą je, chronią przed napastnikami i ogrzewają pod skrzydłami.
Zagniazdowniki wykluwają się na późniejszym etapie rozwoju osobniczego (zwłaszcza rozwoju mózgu) niż gniazdowniki. Żółtko w jajach tych gatunków stanowi 30–40% masy.
Typowymi zagniazdownikami są: kaczki, grzebiące i perkozowe. Pisklęta tylko około 20 gatunków ptaków od momentu wyklucia nie korzystają z pomocy rodziców (mogą ich nawet nie widzieć), są w pełni zdolne do samodzielnego życia, niektóre już w ciągu pierwszego dnia potrafią fruwać.